# 안전지대 IX
| 전문가 평가          | 전문가 평가 |
| 평가 점수            | 평가 점수   |
| 출처                 | 점수        |
| -------------------- | ----------- |
| CD 저널              | 긍정적      |
| TOWER RECORDS ONLINE | 긍정적      |

《안전지대 IX》(일본어: 安全地帯IX 안젠치타이나인[*])은 일본의 록 밴드 안전지대의 아홉 번째 스튜디오 음반이다. 2002년 8월 7일, 소니 뮤직 레코드에서 발매되었다.
이 음반은 약 10년의 긴 공백기를 깨고 돌아온 첫 번째 음반으로, 타마키 코지는 솔로 활동 중이던 1998년에 음반사를 팬 하우스로 옮겼지만, 이 음반은 소니 뮤직 레코드에 반환된 첫 번째 음반이기도 한다.
녹음은 가루이자와정에 있는 우드스탁 스튜디오에서 진행되었고, 안전지대 멤버 5명 외에도 여러 뮤지션이 참여하며, 주로 음악으로서의 영성을 강조하는 러브송 등 발라드 곡으로 녹음되었다.
이 음반은 오리콘 차트에서 13위에 올랐다.

## 배경
이전 음반 《안전지대 VIII~태양》 발매 후, 안전지대는 데뷔 10주년을 기념하여 콘서트 투어 "10th Anniversary Acoustic Special Night"를 개최했다. 1993년 12월 26일, 가나가와현립현민홀에서 열린 타마키의 라이브 공연은 1993년 8월 25일 라이브 비디오 《안전지대 언플러그드 라이브!》로 공개되었다. 그러나 타마키와 멤버들의 차이로 인해 공백이 생겼고, 싱글 〈외톨이 에일〉 (1993년) 발매 후 타케자와 유타카는 1994년에 탈퇴를 발표했고, 밴드는 활동을 중단할 수밖에 없었다.
그 후, 타마키는 사카모토 큐의 프로듀서 요아키 카네코의 추천으로 다시 음악 경력을 시작했고, 안전 구역의 각 멤버들이 그의 음반과 콘서트 투어에 하나씩 참여하게 하면서 점차 신뢰를 회복했다.

## 녹음
녹음은 타마키 코지가 팬 하우스에 속해 있던 시기에 가루이자와에 있는 우드스탁 스튜디오에서 이루어졌다.
타마키는 녹음이 시작되기 전부터 마츠이 고로와 미리 이메일을 주고받으며 가사와 노래를 완성했다. 타마키는 평소 마츠이와 협업하고 싶었지만 마츠이는 안전지대로서의 활동과 솔로 활동의 차이를 파악할 수 없어 타마키의 요청을 들어줄 수 없었다. 하지만 마츠이는 이번에 타마키의 요청에 동의했고, 이전에 프로듀서를 통해 타마키와 접촉한 적이 있었지만 처음으로 타마키와 직접 만나기로 결정했다.

## 곡 목록
작사는 모두 특별한 언급이 없는 한 마츠이 고로가 맡았고, 작곡은 모두 특별한 언급이 없는 한 타마키 코지가 맡았다.
| #   | 제목                                      | 작사                     | 작곡                       | 재생 시간 |
| --- | ----------------------------------------- | ------------------------ | -------------------------- | --------- |
| 1.  | 〈출발선 (スタートライン)〉               |                          |                            | 4:27      |
| 2.  | 〈아무것도 없는 바다로 (なにもない海へ)〉 |                          |                            | 3:29      |
| 3.  | 〈연필 한 자루 (一本の鉛筆)〉             |                          |                            | 3:22      |
| 4.  | 〈?〉                                     | 마츠이 고로, 안전지대    |                            | 3:39      |
| 5.  | 〈소중한 사람 (たいせつなひと)〉          |                          |                            | 4:37      |
| 6.  | 〈먼 옛날 (遠い昔)〉                      |                          |                            | 4:38      |
| 7.  | 〈이야기 (ストーリー)〉                   |                          |                            | 4:20      |
| 8.  | 〈만남 (出逢い)〉                         | 마츠이 고로, 타마키 코지 | 타마키 코지, 안도 사토코   | 2:59      |
| 9.  | 〈반성 (反省)〉                           |                          |                            | 4:06      |
| 10. | 〈2인칭 (二人称)〉                        |                          |                            | 3:52      |
| 11. | 〈허들 (ハードル)〉                       |                          |                            | 4:07      |
| 12. | 〈퍼즐 (パズル)〉                         |                          |                            | 3:19      |
| 13. | 〈데생 (デッサン)〉                       |                          |                            | 3:37      |
| 14. | 〈야만인이라 좋다 (野蛮人でいい)〉        |                          |                            | 3:06      |
| 15. | 〈지금 (いま)〉                           |                          | 타마키 코지, 야하기 와타루 | 4:01      |